# Abas al-Musavi
Abas al-Musavi (arabsko عباس الموسوي), libanonski teolog, politik in terorist, * 1952, Bekaa, † 16. februar 1992, južni Libanon.
al-Musavi je bil generalni sekretar Hezbolaha od leta 1991 do svoje smrti.